# Janina Morawska

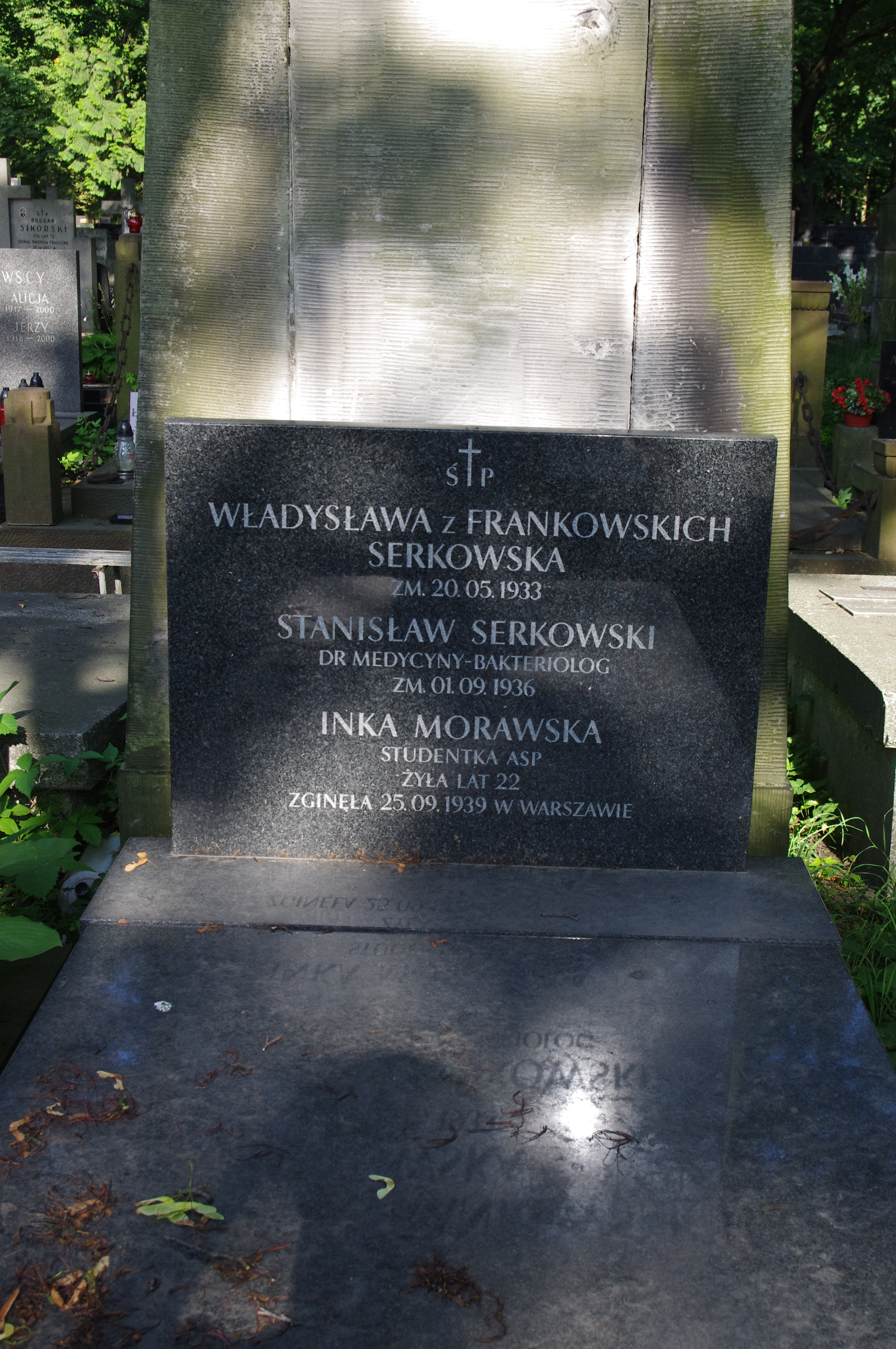
Grób jej ojca - bakteriologa Stanisława Ferdynanda Serkowskiego na Starych Powązkach w Warszawie

Janina Morawska (ur. 27 kwietnia 1897 w Charkowie, zm. 15 października 1970 w Poznaniu) – pisarka polska, autorka studiów teatrologicznych.
Janina Morawska była córką lekarza Stanisława Serkowskiego i Władysławy z domu Frankowska, starszą siostrą Marii Wiercińskiej. Od 1914 mieszkała w Warszawie, gdzie studiowała filologię polską. W 1916 wyszła za mąż za Franciszka Morawskiego, architekta. Zajmowała się publicystyką literacką oraz pisała sztuki teatralne. Zaczęła pracę w Rozgłośni Warszawskiej Polskiego Radia około 1935 roku. Napisała, wtedy około 30 słuchowisk radiowych, a spośród nich szczególną popularnością cieszyło się Miasto Santa Cruz, które nadało kilka rozgłośni europejskich. W 1935 roku na konkursie literackim Polskiego Radia za słuchowisko Zioła i kamienie otrzymała I nagrodę. Jej zainteresowania specyfiką teatru radiowego znalazły wyraz w szkicu teoretycznym Z doświadczeń autorów radiowych („Pion”, 1935). Należała do Armii Krajowej w czasie okupacji. Kierownik literacki Teatrów Miejskich w Warszawie w latach 1945–1947 i w 1947 przeniosła się do Poznania. Zajmowała się krytyką teatralną, a recenzje i artykuły zamieszczała w „Głosie Wielkopolskim” i „Gazecie Poznańskiej”. Kierownik literacki Państwowego Teatru Lalki i Aktora „Marcinek” w latach 1952–1958. Aktywnie uczestniczyła w Wielkopolsce w pracach amatorskiego ruchu teatralnego. Kierownik literacki zespołu teatralnego przy Wojewódzkim Domu Kultury. W 1964 otrzymała odznakę Zasłużonego Działacza Kultury. Została pochowana na Cmentarzu Junikowo w Poznaniu (pole 4, kwatera 5, grób 17a).
Miała dzieci: Janinę (1917–1939), Marka (ur. 1920) i Marię (ur. 1934).
Popularna rozprawka O poetach i poezji (1917) była jej debiutem pisarskim. Pisała również sztuki teatralne dla dzieci, które wystawiano w teatrze młodzieżowym „Jaskółka” (m.in. Antena w karczmie Rzym, 1930). W 1932 w Warszawie w eksperymentalnym Teatrze im. Stefana Żeromskiego na Żoliborzu wystawiono jej dramat Sobowtór. Po wojnie, pracując w Teatrze „Marcinek” napisała kilka oryginalnych sztuk lalkowych i parę adaptacji, które cieszyły się dużym powodzeniem, a wystawianych często w Poznaniu i innych miastach (m.in. Dziadek Zmruż Oczko według H.Ch. Andersena, Janek wędrowniczek według M. Konopnickiej, Młynek do kawy według K.I. Gałczyńskiego oraz wspólnie z L. Prorokiem Gwiezdne wagary, wystawione w 1966 w Teatrze Telewizji). Przygotowała widowisko dla dzieci Pozwólcie nam marzyć (1965) na podstawie fragmentów książek Janusza Korczaka. W „Nurcie” ogłosiła szkic Walka Bogusławskiego o teatr w Wielkopolsce (1965).